# Natalie Gerami
Natalie Gerami, född 1979, är en svensk författare som även arbetar som marknads- och kommunikationschef. Hon har skrivit böcker om sin tid som medarbetare i Läkare utan Gränser och ECPAT och berör ämnen som barnsexhandel, mänskliga rättigheter, kulturkrockar och kvinnligt ledarskap.

## Biografi
Gerami blev tidigt intresserad av biståndsarbete, och efter att ha arbetat över hela världen i många år, bland annat som expeditionsledare på polarområdena såväl som Indien, Mongoliet, Galapagos och Sydafrika, så fick hon 2007 en tjänst som logistiker i Sudan för Läkare utan Gränser. Hon medverkade under ett års tid i bland annat vaccinationskampanjer samt assisterade på sjukhus, och har skrivit om sina upplevelser i boken Uppdrag Sudan. Boken beskrivs som en rakt skriven bok med egna omskakande erfarenheter av mötet med en värld av fattigdom, konflikter, våld och korruption kombinerat med extremt hårt arbete, utsatthet och interna stridigheter.
Hon arbetade därefter under två års tid för ECPAT i flera olika länder med att utbilda barn om barnsexhandel och barns rättigheter, och har skrivit om barnen hon träffat  i boken Tysta rop: barns berättelser om sexhandel. Gerami kände sig inledningsvis förlamad av mötet med all ondska förknippat med denna världsomspännande industri, men fann sedan att genom att sprida kunskapen om problematiken kring sexhandel så ökas medvetenheten, och om många blir medvetna och ser och agerar i misstänkta fall kan detta göra skillnad för barn som är utsatta.

### Familj
Gerami är gift och har tre barn, och arbetar idag (2021) som Marknad-  och kommunikationschef på Gävle hamn, samtidigt som hon skriver. Hon när en önskan om att få nya internationella uppdrag när hennes barn vuxit upp.